# Ghita, Stara Zagora
Ghita (în bulgară Гита) este un sat în comuna Cirpan, regiunea Stara Zagora,  Bulgaria. 

## Demografie
Componența etnică a satului Ghita
     Romi (9,26%)
     Turci (2,69%)
     Bulgari (86,69%)
     Nicio identificare (1,34%)
La recensământul din 2011, populația satului Ghita era de 669 locuitori. Din punct de vedere etnic, majoritatea locuitorilor (86,69%) erau bulgari, existând și minorități de romi (9,26%) și turci (2,69%). Pentru 1,34% din locuitori nu este cunoscută apartenența etnică.